# Gabrielle Onguéné
Gabrielle Aboudi Onguéné (Duala, Camerún; 25 de febrero de 1989) es una futbolista camerunesa. Juega como delantera y su equipo actual es el CSKA Moscow del Campeonato Ruso de fútbol femenino.

## Clubes
| Club              | País    | Año             |
| ----------------- | ------- | --------------- |
| Canon Yaoundé     | Camerún | 2007 - 2008     |
| Louves Minproff   | Camerún | 2009 - 2012     |
| Alpha Kaliningrad | Rusia   | 2012 - 2015     |
| WFC Rossiyanka    | Rusia   | 2015 - 2016     |
| CSKA Moscow       | Rusia   | 2017 - presente |